# Chiswick Bridge
Chiswick Bridge je obloukový silniční most přes Temži spojující Mortlake v londýnské části Richmond a Chiswick v londýnské části Hounslow.
Most byl postaven na místě bývalého přívozu, který zde existoval již od 17. století, jako součást cesty Great Chertsey Road (A316), podobně jako i nedaleký most Twickenham Bridge. Výstavba mostu probíhala v letech 1930–1933 a stála 208 284 liber. Slavnostně jej otevřel Eduard, Princ z Walesu dne 3. července 1933, stejně jako další dva londýnské mosty přes Temži – Hampton Court Bridge a Twickenham Bridge. Most je železobetonový a obložený je vápencem z ostrova Portland. Architektem mostu byl Sir Herbert Baker a hlavním inženýrem Alfred Dryland. Celkově má most 5 oblouků, tři z nich překlenují Temži a boční dvě s délkou 18,6 m překonávají stezky na její březích. Hlavní oblouk se s délkou 46 m stal po dokončení nejdelším betonovým rozpětím na Temži. Další dvě rozpětí na řece mají délku 38 m. Výška mostu nad hladinou Temže při nízkém přílivu je 12 m. Celková délka mostu je 185 m a jeho šířka je 21 m, vozovka má šířku 12 m a zbytek tvoří chodníky.
Most je známý zejména díky tomu, že se nachází 110 m od místa, které označuje konec veslařských závodů The Boat Race.